# 2 (Mac DeMarco)
2 è il primo album in studio del cantautore e polistrumentista canadese Mac DeMarco, pubblicato nel 2012.

## Tracce
Testi e musiche di Mac DeMarco.
1. Cooking Up Something Good – 2:41
2. Dreamin' – 2:27
3. Freaking Out the Neighborhood – 2:53
4. Annie – 3:10
5. Ode to Viceroy – 3:53
6. Robson Girl – 2:56
7. The Stars Keep On Calling My Name – 2:22
8. My Kind of Woman – 3:10
9. Boe Zaah – 1:41
10. Sherrill – 2:29
11. Still Together – 3:39